# 140–142 Balgrayhill Road
Unter der Adresse 140–142 Balgrayhill Road in der schottischen Stadt Glasgow befindet sich eine Villa. 1977 wurde das Bauwerk in die schottischen Denkmallisten in der höchsten Denkmalkategorie A aufgenommen.

## Beschreibung
Es handelt sich um zwei gleichförmig gestaltete Villen in geschlossener Bauweise. Sie wurden im Jahre 1890 für William Hamilton erbaut. Hamilton war der Onkel von Charles Rennie Mackintosh, der zu dieser Zeit als Lehrling des Architekturbüros Honeyman & Keppie tätig war. Mackintosh entwarf die Villa auf Wunsch seines Onkels, sodass es sich um sein frühestes eigenständig geplantes Bauwerk handelt. Es wurde in zwei Monographien über Mackintosh thematisiert. Hamilton bezog eine der beiden Hälften, die er Redclyffe benannte.
Die zweistöckigen Villen stehen an der Balgrayhill Road im nördlichen Glasgower Stadtteil Springburn. Das rote Mauerwerk besteht aus grob behauenen Quadern unterschiedlicher Größe mit abgesetzten, polierten Details. Straßenseitig treten zwei markante, halboktogonale Ausluchten heraus. Eine tiefhängende Traufe überspannt die zwei Achsen zwischen den Ausluchten. Die Eingangsportale mit Architraven befinden sich an den Gebäudeflanken. Die abschließenden Dächer sind mit Schiefer eingedeckt. Ein niedriger schmiedeeiserner Zaun schließt das Grundstück ab und trennt die Vorgärten beider Häuser.